# Ruang talok 69
Pour plus de détails, voir Fiche technique et Distribution.
Ruang talok 69 (เรื่องตลก69) est un film thaïlandais réalisé par Pen-ek Ratanaruang, sorti en 1999,.

## Synopsis
Tum, une timide jeune femme de 25 ans, travaille comme secrétaire à Bangkok. Un matin, elle trouve devant sa porte une boîte de nouilles instantanées qui contient un million de bath. Elle décide de garder l'argent, mais les ennuis commencent. Dépassée par les événements, Tum est entraînée dans une spirale infernale, absurde et sanglante.

## Fiche technique
- Titre original : เรื่องตลก69 (Ruang talok 69)
- Réalisation : Pen-ek Ratanaruang (Thai: เป็นเอก รัตนเรือง)
- Scénario : Pen-ek Ratanaruang
- Montage : Patamanadda Yukol
- Pays d'origine :  Thaïlande
- Format : Couleurs - 1,85:1 - Dolby Digital - 35 mm
- Genre : Comédie, action et thriller
- Durée : 115 minutes
- Date de sortie : 1999

## Distribution
- Lalita Panyopas : Tum (ตุ้ม), jeune provinciale du sud de la Thaïlande immigrée à Bangkok,employée fraîchement licenciée à cause de la crise financière[5], appartement 9
- Tasanawalai Ongartittichai : Jim (จิ๋ม), la seule amie de Tum, vendeuse de jeans, tout occupé à son histoire d'amour avec son petit ami[6],[7]
- Black Phomtong : Kanchit (Kanjit) (ครรชิต), le gangster
- Arun Wannarbodeewong : M. Tong (สุวัตร (เสี่ยโต้ง)).
- Sirisin Siripornsmathikul : Pen (เพ็ญ), voisine du 2e étage, appartement 6
- Surapong Mekpongsathorn : Policier Num, petit ami de Pen (ตำรวจหนุ่ม แฟนของเพ็ญ)
- Sithao Petcharoen (Jaran ou Sritao ou See Tao) : Oncle Yen, le vieil homme (ลุงเย็น)[8]

## Sortie

### Accueil critique
Ruang talok 69 nous montre une ville de Bangkok sinistrée par la crise économique de 1997, une ville où les rues se sont vidées et où les gens dépeints sont quasiment tous sans activité, tel l'ouvrier du bâtiment endormi dans le berceau de son excavateur (de sa pelleteuse), une ville où la criminalité est plus visible que la légalité, une ville que l'on cherche à fuir pour trouver un avenir meilleur.
Pen-ek Ratanaruang s'attaque à l'obsession de l'argent et au développement d'un capitalisme déchaîné. Ce film rencontre peu de succès en Thaïlande mais il pose plusieurs thématiques qui seront explorées plus tard par d'autres réalisateurs : la solitude urbaine, l'obsession de l'argent, la violence.
Le cinéaste Francis Girod qui a vu Ruang talok 69 en avant-première mondiale au Festival du Film de Bangkok a été particulièrement sensible à l'humour de ce film et à l'interprétation de Lalita Ponyopas "très sobre, authentique, vraie".

## Autour du film
En 2023, Pen-Ek a réalisé une adaptation en mini-séries de 6 épisodes pour Netflix de son film Ruang talok 69 nommée en 6ixtynin9, la série avec l'actrice Davika Hoorne,,.
Patamanadda Yukol, fille du réalisateur Chatrichalerm Yukol, a assuré le montage de tous les films de Pen-ek Ratanaruang de Fun Bar Karaoke à Headshot, y compris 6ixtynin9 The Series.